# 主打張棟樑
主打張棟樑或主打是張棟樑第二張專輯，在2006年2月24日發行，情人節期間2月10日至23日期間預購，預購禮為另附一張AVCD，含「Your Heart My Heart」的MV、花絮及單曲。後來在4月28日改版為主打張棟樑（微笑慶功版），附送一片MV VCD、海報及寫真。用主打為專輯名是希望每首歌都是主打歌。

## 曲目
| 曲序 | 曲名                                  | 曲                  | 詞            | 編曲          | 附註                                                                  |
| 01   | 只因為你                              | 滿江                | 張國祥        | Ko Dong Hun   | 台灣第四波主打                                                        |
| 02   | 痛徹心扉                              | 周傳雄              | 陳信榮        | 吳慶隆        | 台灣第二波主打                                                        |
| 03   | 日日夜夜                              | 柯貴民              | 管啟源        | 吳慶隆        | 台灣第三波主打                                                        |
| 04   | 掙扎                                  | 宇恆                | 張棟樑        | Terence Teo   | 張棟樑第2度填詞                                                       |
| 05   | 忘記愛過                              | 彭學斌              | 彭學斌 黎紓廷 | Joshua Wan    |                                                                       |
| 06   | Your heart My heart                   | 李尙俊（이상준）          | 管啟源        | Ok Jeong Yong | 台灣第一波主打 【橙品金飾】廣告主題曲 韓語原曲為延政勳《All For You》 |
| 07   | 明白                                  | 鄭鎮洙（정진수）          | 管啟源        | 尹梓相（윤재상）    | 韓語原曲為金鐘國《星星 风 阳光还有爱情》（별, 바람, 햇살 그리고 사랑）                          |
| 08   | 不想離開                              | Boy Oh              | 傅志才        | Terence Teo   |                                                                       |
| 09   | 將錯就錯                              | Pativet Ruangprapin | 管啟源        | Martin Tang   | 泰語原曲為Potato《眞愛但卻無法相隨》（รักแท้ดูแลไม่ได้）                              |
| 10   | 那一年                                | 管啟源              | 管啟源        | Joshua Wan    |                                                                       |
| 11   | 爸爸媽媽                              | 張覺隆              | 張覺隆        | Terence Teo   |                                                                       |
| 12   | Your heart My heart（String Version） | 李尙俊              | 管啟源        | Pyo Geon Soo  |                                                                       |

### VCD
1. Dream（MV）
2. 重傷（MV）

### 改版VCD
1. 痛徹心扉（花絮）
2. 痛徹心扉（MV）
3. 只因為你（花絮）
4. 只因為你（MV）
5. 日日夜夜（花絮）
6. 日日夜夜（MV）

## 外部連結
- EMI－主打張棟樑
- 博客來音樂館>張棟樑／主打張棟樑
- 誠品網路書店：主打張棟樑（附VCD／微笑慶功版）（页面存档备份，存于）